# Saha-Air-Flug 171
Der Saha-Air-Flug 171 (Flugnummer: IRZ171, Funkrufzeichen: SAHA 171) war ein inländischer Linienflug der Saha Air von Kisch nach Teheran. Auf diesem Flug ereignete sich am 20. April 2005 ein schwerer Zwischenfall, als eine Boeing 707-3J9C, mit der ein Passagierflug aus Kisch durchgeführt wurde, das Landebahnende des Flughafens Teheran-Mehrabad überrollte. Den Unfall überlebten alle 169 Insassen, jedoch kamen bei der anschließenden Evakuierung drei Passagiere der Maschine ums Leben.

## Maschine
Das betroffene Flugzeug war eine Boeing 707-3J9C mit der Werknummer 21127 und der Modellseriennummer 915. Die Maschine wurde 1976 auf dem Boeing Field endmontiert. Am 27. September 1976 wurde das Flugzeug neu an die Iranische Luftwaffe ausgeliefert, wo es mit dem militärischen Luftfahrzeugkennzeichen 5-8311 in Betrieb ging. Zu einem nicht näher bekannten Zeitpunkt wurde die Maschine an Kish Air und später an die Saha Air übergeben, bei der sie ihr neues Luftfahrzeugkennzeichen EP-SHE erhielt. Das vierstrahlige Langstreckenflugzeug war mit vier Triebwerken des Typs Pratt & Whitney JT3D-9B ausgestattet.
Am 19. September 1995 war die Maschine im Betrieb bei der Kish Air, als sie in eine Flugzeugentführung verwickelt war. Mit der Maschine wurde an dem Tag ein Flug vom Flughafen Teheran-Mehrabad zum Flughafen Kisch durchgeführt. Kurz vor der Landung zückte ein Flugbegleiter eine Handfeuerwaffe und verlangte, nach Europa geflogen zu werden. Die Maschine hatte wenig Treibstoff, sodass die Piloten den Kurs änderten. Sowohl Jordanien, als auch Saudi-Arabien verweigerten eine Landeerlaubnis. Die Maschine konnte schließlich auf dem Flughafen Ovda in Israel gelandet werden, wo der Entführer aufgab.

## Insassen
Den Flug hatten 157 Passagiere angetreten. Es befand sich eine zwölfköpfige Besatzung an Bord der Maschine.

## Unfallhergang
Der abendliche Flug von Kisch nach Teheran-Mehrabad verlief zunächst ohne besondere Vorkommnisse. Die Piloten erhielten die Freigabe zur Landung auf der Landebahn 29L des Flughafens Teheran-Mehrabad. Nach der Landung um 22:05 Uhr kam es vermutlich zu einem Reifenversagen, weshalb die Maschine nicht vor dem Landebahnende zum Stehen gebracht werden konnte. Die Maschine durchschlug die Flughafenumzäunung, rollte eine Böschung herunter und kam in dem 200 Meter hinter der Landebahn gelegenen Fluss Kan zum Stehen. Alle Fahrwerke und das Triebwerk Nr. 3 (rechts innen) wurden bei dem Unfall abgerissen. Es gab 50 Verletzte. Bei der Evakuierung der Maschine kam es zu chaotischen Szenen. Einige Passagiere stiegen durch den vorderen Ausstieg aus der Maschine, fielen dabei in den Fluss Kan und wurden von dessen Strömung mitgerissen. Drei Menschen ertranken dabei.